# Rendek József
Rendek József (Tata, 1810. május 27. – Esztergom, 1875. március 25.) esztergomi kanonok, táblabíró, egyházi író.

## Élete
Gimnáziumi tanulmányait Tatán végezte, majd Esztergomban és Nagyszombaton volt papnövendék. 1832-től Pesten tanult teológiát. 1836. október 28-án szentelték fel papnak.
1837. július 3-án Lekérre került káplánnak. 1842. április 12-én esztergomi képzőintézeti tanárnak nevezték ki, később Gútán volt plébános, 1849. november 6-tól pedig alesperes. 1861. november 8-án Érsekújvárra került. 1869. június 12-én nevezték ki esztergomi kanonokká, majd 1874. június 8-án cikádori címzetes apáttá.
1875. március 25-én nagycsütörtökön reggel, bár még gyengélkedett, felment a székesegyházba, ahol a papsággal együtt megáldozott. Délután állapota rosszabbra fordult és este 8 órakor meghalt. Bars, Esztergom vármegyék, a verebélyi és szentgyörgyi érseki nemes székek táblabírája volt.

## Művei
- Főmélt. herczeg Kopácsy József úrnak, az esztergomi székesegyház érsekének... magos székeibe iktatása véget, ünnepélyes bejövetele alkalmával hódolnak az Esztergom főmegyebeli káplánok. Május 27. 1839. Esztergom.
- Szent ének. A keresztény katholika egyház hitágazat- és szertartásaira alkalmazva az ajtatos hívek számára. Buda, 1842. (2. kiadás. Komárom, 1855.)
- Tanításmód, a városi elemi iskolatanítók és mesterképzőintézetek használatára. Buda, 1845. (Ism. Egyh. Lit. Lap 1845–46. 2. kiadás. Pest, 1847.)
- Egyházi beszéd, melyet Szent István első magyar és apostoli király nemzeti ünnepén a budavári főszentegyházban mondott. Buda, 1845.
- Kalauz az elemi tanodákban írni tanuló és olvasást gyakorló gyermekek számára. Pest, 1847. (Ism. Egyh. Lit. Lap 1847. I.)
- Egyházi szózat, mellyet fönséges Károly cs. kir. főherczeg ... cs. kir. tábornagy ... elhunyta fölött az Esztergom-Szent-Tamás mezővárosi kápolnában Turszky lovag nevét viselő 62. számu magyar gyalogezrednek helyben tanyázó 7. századja által tartatott egyházi gyászünnepély alkalmával 1847. június 2. mondott. Esztergom.
- A nyilvános első és másodrendű oktatásnak igaz elvei. E. van Bommel lüttichi püspök után szabadon magyarra fordítva. Veszprém, 1847.
- Ünnepélyes hálaadás az esztendőnek utolsó estvélyén. Pest, 1849.
- A gyermekek első áldozásakor ünnepélyes szertartás. Uo. 1849.
- Hálakoszorú, melyet mélt. és főt. Viber József úrnak, bosoni vál. püspök ... midőn az érseki székes főegyházban hályei püspökké szenteltetnék, 1856. szept. 14. nyújt az alpapság. Esztergom, 1856.
- Üdvözlet mélt. Tóth Imre püspöki szentelésére ... 1857.
- Egyházi beszéd, melyet Andór helység új templomának felszentelésekor szent András hava 7. 1858-ban mondott. Komárom, 1858.
- Örömvers, melyet Nagy-kéri Scitovszky Ker. János úrnak, Magyarország herczegprimása aranymiséje alkalmával 1859. nov. 6. fölajánl az esztergom-főmegyei alpapság. Esztergom.
- Üdvözlet mélt. Fekete Mihály püspök aranymiséjére... 1859.
- Egyházi beszéd, melyet a rév-komáromi sz. András főtemplomának főmagass. bibornok herczegprimás nagykéri Scitovszky János úr által végbe vitt fölszentelésekor 1860. október 28. mondott. Komárom, 1860. (Ism. Religio 1860. II. 49. sz.)
- Egyházi beszéd, melyet sz. István király évfordulati ünnepén Bécsben a T. Kapuczinus Atyák templomában 1868. Kisasszony hava 18-án tartott. Bécs, 1868.